# CFM International CFM56
CFM International CFM56 (vojenské označení F108) je řada dvouproudových leteckých motorů vyráběných francouzsko-americkou firmou CFM International, které mají rozmezí tahu mezi 18 500 a 34 000 lbf (82 až 150 kN). CFMI je 50–50 joint venture mezi GE Aviation a SNECMA Moteurs. Obě společnosti jsou odpovědné za výrobu komponentů a každá z nich má vlastní finální montážní linku. GE vyrábí vysokotlaký kompresor, spalovací komoru a vysokotlakou turbínu, Safran vyrábí dmychadlo, převodovku, výstupní trysku a nízkotlakou turbínu. Některé komponenty vyrábí firma Avio z Itálie a Honeywell ze Spojených států. Motory GE sestavuje v Evendale ve státě Ohio a Safran ve Villaroche ve Francii. Dokončené motory jsou prodávány pod značkou CFMI. Navzdory počátečním vývozním omezením je to jeden z nejběžnějších dvouproudových leteckých motorů na světě ve čtyřech hlavních variantách.
K prvnímu rozběhu motoru CFM56 došlo v roce 1974. Do dubna 1979 společný podnik za pět let neobdržel ani jednu objednávku a zbývalo dva týdny do jeho rozpuštění. Program byl zachráněn, když společnosti Delta Air Lines, United Airlines a Flying Tigers vybraly motory CFM56 k modernizaci svých letounů Douglas DC-8 a krátce poté bylo rozhodnuto modernizovat flotilu letounů KC-135 Stratotanker amerického letectva, které zůstává největším zákazníkem. První motory vstoupily do služby v roce 1982. Během počátku služby došlo k několika incidentům, kdy selhaly lopatky dmychadla, včetně jedné poruchy, která způsobila leteckou havárii v Kegworthu. U některých variant motoru došlo k problémům během letu v dešti a krupobití. Oba tyto problémy byly úpravami motoru vyřešeny.

## Varianty

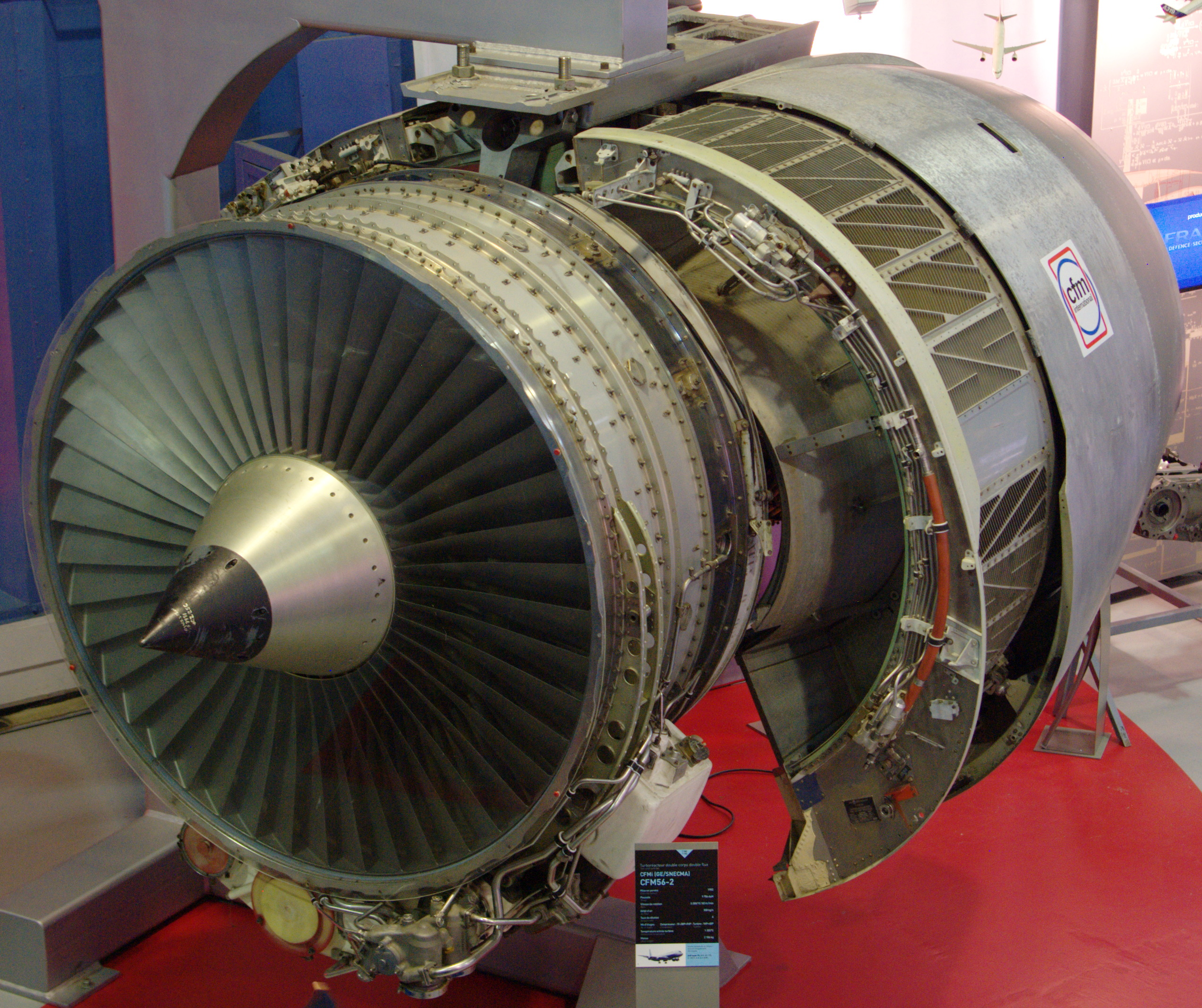
Původní CFM56-2 v muzeu společnosti Safran

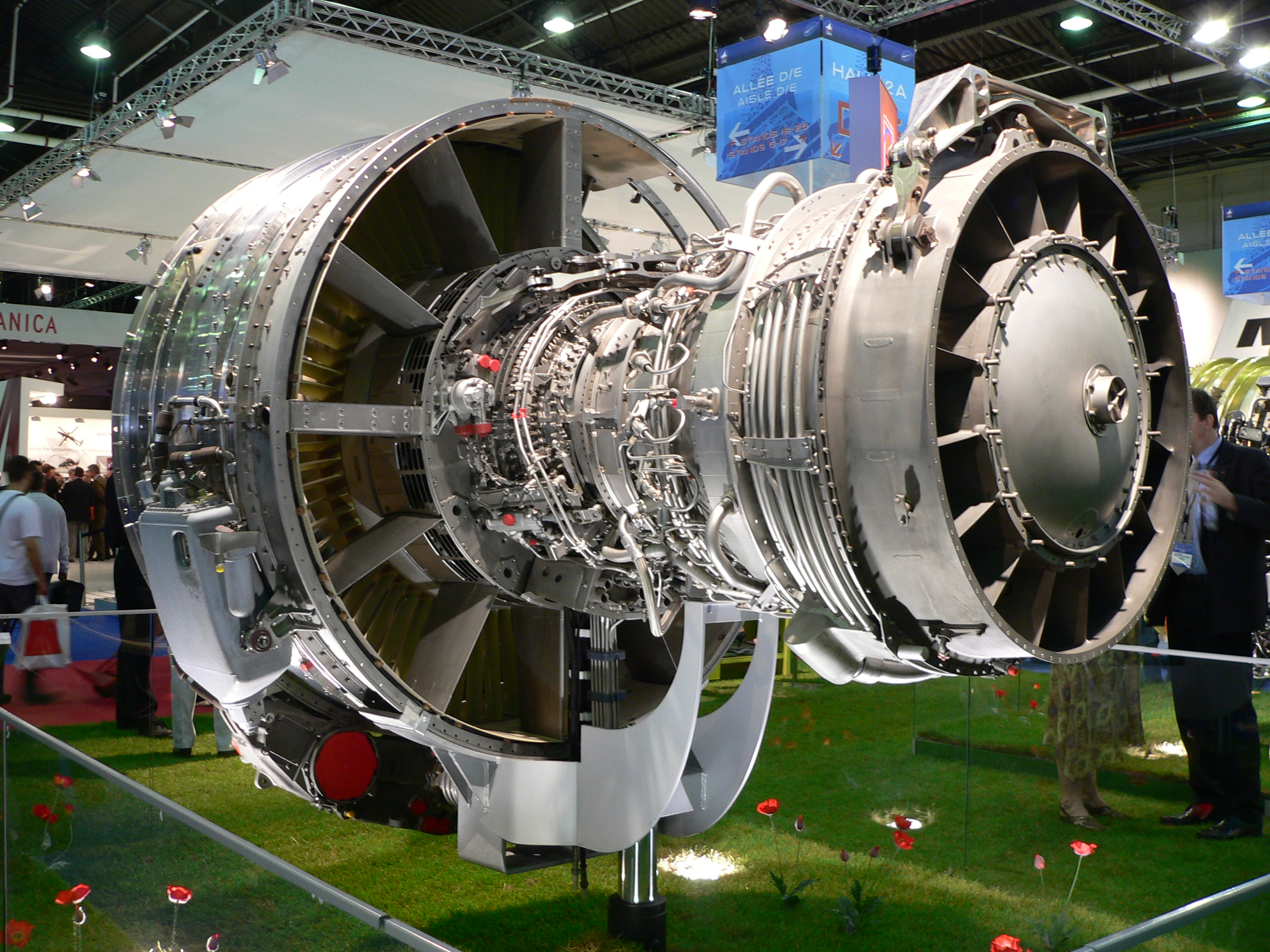
CFM56-5

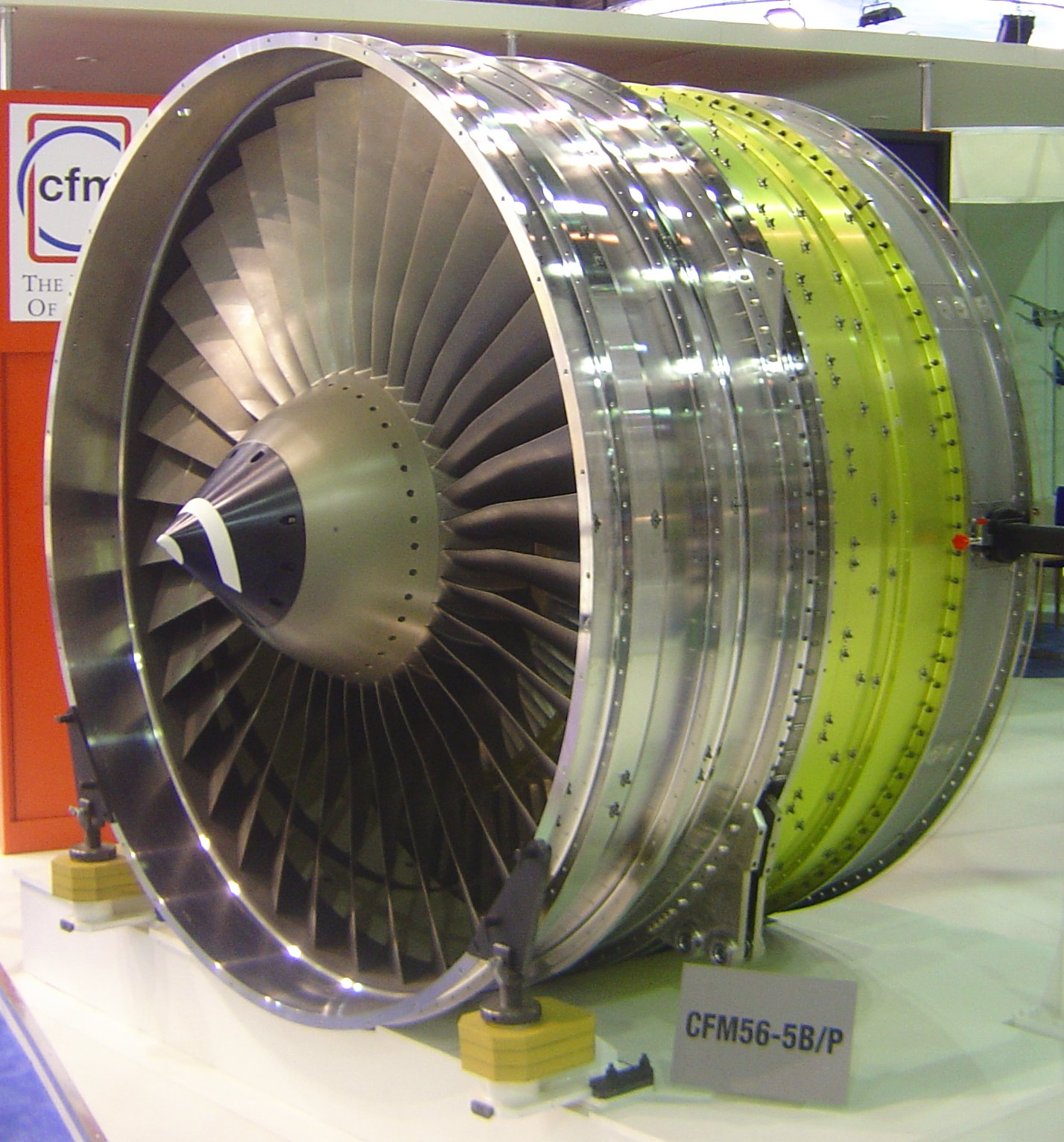
Skříň dmychadla motoru CFM56-5

| Motor        | Tah       | Průměr | Délka  | Hmotnost | Použití                    |
| ------------ | --------- | ------ | ------ | -------- | -------------------------- |
| CFM56-2A     | 107 kN    | 1,73 m | 2,43   | 2186 kg  | E-3, E-6                   |
| CFM56-2B1    | 97,9 kN   | 1,73 m | 2,43   | 2119 kg  | KC-135R/T, C-135FR, RC-135 |
| CFM56-2C1    | 97,9 kN   | 1,73 m | 2,43   | 2102 kg  | DC-8                       |
| CFM56-2C5    | 106,8 kN  |        |        |          | DC-8                       |
| CFM56-3B1    | 82–89 kN  | 1,53 m | 2,36 m | 1941 kg  | B737-300/500               |
| CFM56-3B2    | 89–98 kN  | 1,53 m | 2,36 m |          | B737-300/400               |
| CFM56-3B4    | 82 kN     | 1,53 m | 2,36 m |          | B737-500                   |
| CFM56-3C1    | 82–105 kN | 1,53 m | 2,36 m | 2206 kg  | B737-300/400/500           |
| CFM56-5A1    | 111,2 kN  | 1,74 m | 2,51 m |          | A319, A320                 |
| CFM56-5A3    | 117,9 kN  | 1,74 m | 2,51 m |          | A320, A321                 |
| CFM56-5B1    | 133,5 kN  | 1,74 m | 2,60 m | 2384 kg  | A320, A321                 |
| CFM56-5B2    | 137,9 kN  | 1,74 m | 2,60 m | 2384 kg  | A321                       |
| CFM56-5B6    | 105 kN    | 1,74 m | 2,60 m | 2378 kg  | A319                       |
| CFM56-5B8/B9 | 96/103 kN | 1,74 m | 2,60 m | 2378 kg  | A318                       |
| CFM56-5C2    | 138,8 kN  | 1,84 m | 2,62 m | 2572 kg  | A340                       |
| CFM56-5C3    | 144,6 kN  | 1,84 m | 2,62 m | 2572 kg  | A340                       |
| CFM56-5C4    | 151,3 kN  | 1,84 m | 2,62 m | 2572 kg  | A340                       |
| CFM56-7B18   | 87 kN     | 1,54 m | 2,49 m | 2376 kg  | B737-600                   |
| CFM56-7B20   | 92 kN     | 1,54 m | 2,49 m | 2376 kg  | B737-6/-7/-7IGW            |
| CFM56-7B22   | 101 kN    | 1,54 m | 2,49 m | 2376 kg  | B737-6/-7/-7IGW            |
| CFM56-7B24   | 108 kN    | 1,54 m | 2,49 m | 2376 kg  | B737-7/-8/-9/-7IGW         |
| CFM56-7B26   | 118 kN    | 1,54 m | 2,49 m | 2376 kg  | B737-8/-9/-7BBJ            |
| CFM56-7B27   | 122 kN    | 1,54 m | 2,49 m | 2376 kg  | B737-800/900               |

## Použití

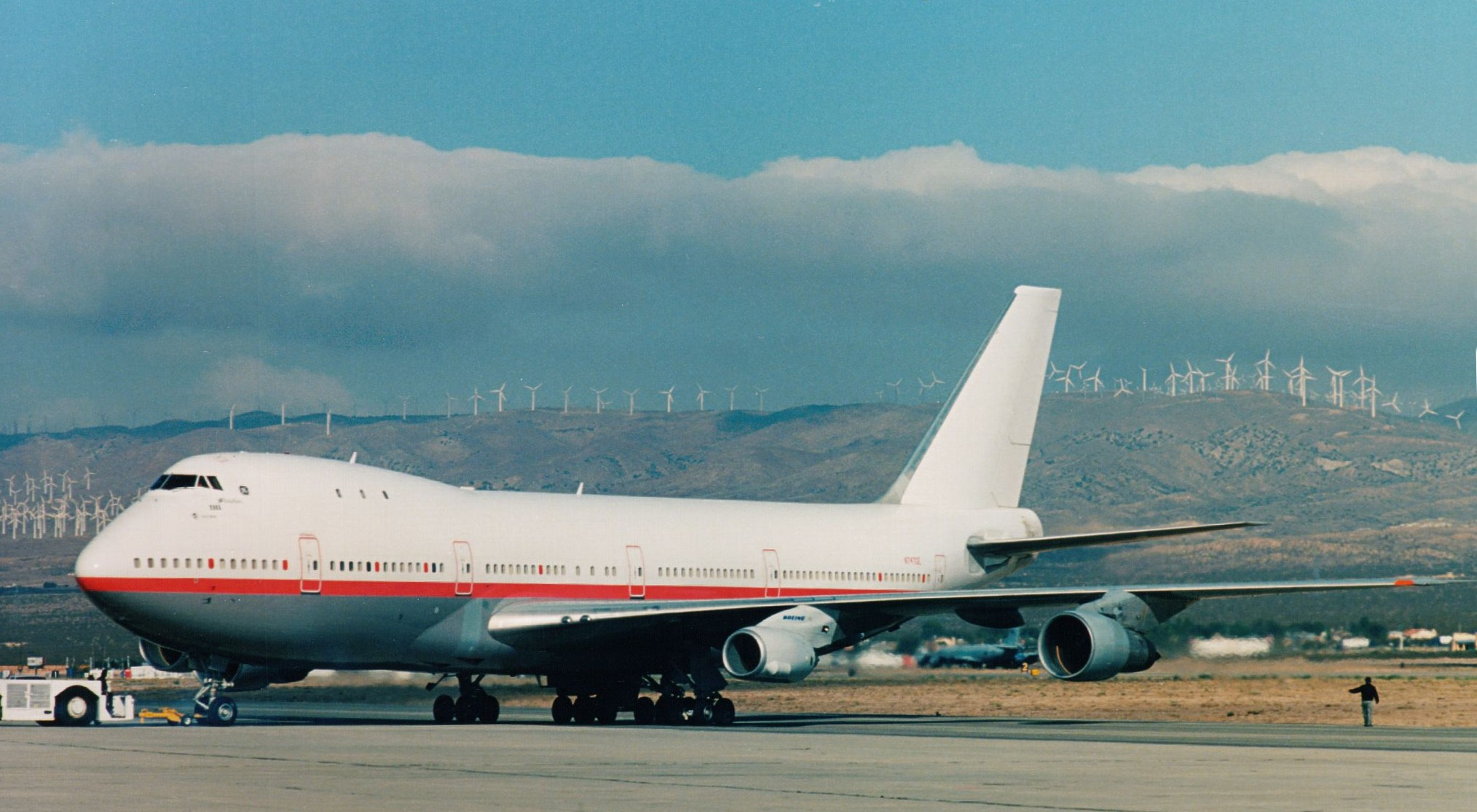
Testování motoru CFM56 na letounu Boeing 747 v roce 2002

- Airbus A320
  - Airbus A318
- Airbus A340
- Boeing 707-700 (jen prototyp)
- Boeing 737 Classic
- Boeing 737 Next Generation
  - Boeing 737 AEW&C
  - Boeing C-40 Clipper
  - Boeing P-8 Poseidon
- Boeing Business Jet
- Boeing E-3D Sentry
- Boeing E-6 Mercury
- Boeing KC-135R Stratotanker
  - Boeing RC-135
- Douglas DC-8 Super 70

## Specifikace (CFM56-7B18)

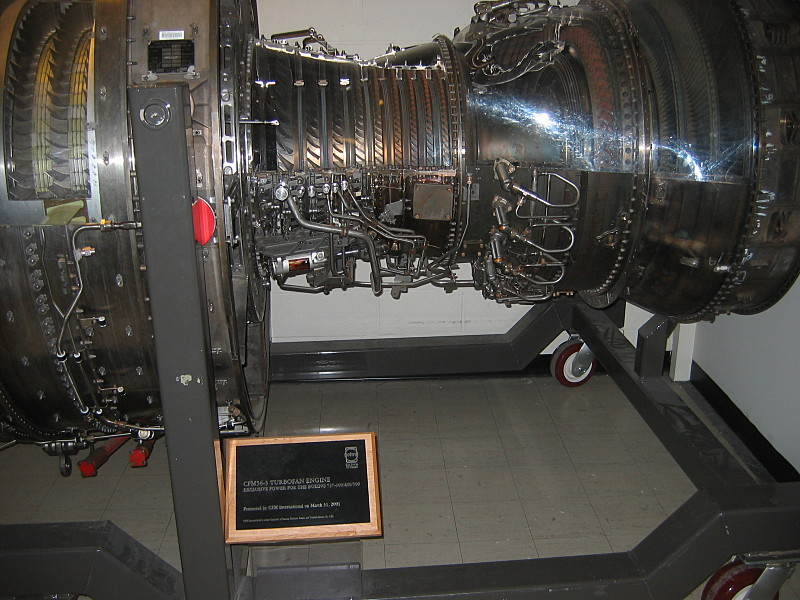
CFM56-3, vysokotlaký kompresor

### Technické údaje
- Typ: dvouhřídelový dvouproudový motor
- Průměr: 1,55 m
- Délka: 2,5 m
- Hmotnost suchého motoru: 2 366 kg

### Součásti
- Kompresor: 1 stupeň dmychadla, 3 nízkotlaké stupně, 9 stupňů vysokotlakého kompresoru
- Spalovací komora: prstencová
- Turbína: 1 vysokotlaký stupeň, 4 nízkotlaké stupně

### Výkony
- Maximální tah:86,7 kN
- Celkový poměr stlačení: 32,8:1
- Obtokový poměr: 5,5:1
- Měrná spotřeba paliva: 14 g/kN/s
- Poměr tah/hmotnost: 3,7:1